# لیان جونجیه
لیان جونجیه (انگلیسی: Lian Junjie؛ زادهٔ ۳ نوامبر ۲۰۰۰) شیرجه‌رو اهل چین است.
وی در مسابقات کشوری و بین‌المللی در مجموع برندهٔ ۶ مدال طلا، ۳ مدال نقره شده است.